# Яковлев, Александр Алексеевич (обер-прокурор)
Александр Алексеевич Яковлев (1762—1825) — тайный советник, действительный камергер, мемуарист. Обер-прокурор Святейшего Синода (1803). Отец Натальи Захарьиной, которая вышла замуж за его племянника Герцена.

## Биография
Родился 12 (23) ноября 1762 года — сын действительного статского советника Алексея Александровича Яковлева (1726—1781) от брака с княжной Натальей Борисовной Мещерской (1734—1781); брат сенатора Л. А. Яковлева и отставного капитана гвардии И. А. Яковлева — отца Александра Герцена.

### Деятельность в Синоде
Молодому, полному реформаторских планов императору Александру I потребовался энергичный человек в церковном ведомстве, которое тоже ожидали перемены. Выбор пал на сорокалетнего действительного статского советника Яковлева, отпрыска старинного боярского рода. Отец его служил президентом Юстиц-коллегии.
Со слов профессора Казанской духовной академии Петра Знаменского, новый обер-прокурор был «человеком весьма деловитым, горячим поборником законности и государственного интереса, вроде… Шаховского (обер-прокурор при императрице Елизавете Петровне) … опытным и ревностным».
О назначении Яковлева в Синод монарха просила его мать, императрица Мария Федоровна.
Он прежде всего обратил внимание на недочёты в ведении синодального хозяйства, находившегося вне контроля обер-прокурора. Имея поддержку в лице Новосильцева, Яковлев получил согласие государя на расширение его полномочий в этой области. Стремился он к большему подчинению себе секретарей духовных консисторий. Будучи непреклонным законником, за основу своих трудов в Синоде он взял обер-прокурорскую инструкцию, утвержденную ещё при Петре I, и изданный тогда же «Духовный регламент», чем восстановил против себя «присутствующих» в Синоде иерархов, особенно митрополита Петербургского Амвросия (Подобедова), который считался «первоприсутствующим».
Это вызвало гнев иерархов наряду с интересом Яковлева к расходованию сумм Синода. Подобно обер-прокурору Хованскому, он занялся проблемой ежегодного остатка церковных денег, что составляло огромную по тем временам сумму — около 100 тыс. руб. Интерес понятен: неучтенные деньги, возможно, могли легко расходиться по карманам иерархов. Но его доклад императору остался без ответа: иерархам помог сенатор Трощинский, при помощи которого Подобедов интриговал против обер-прокурора. Важной заботой стала синодальная типография, которой заведовал племянник Подобедова.
Яковлев заметил, что при торгах на бумагу и другие типографские материалы имелись большие злоупотребления. Типография вела большой оборот при общей слаборазвитости полиграфии в стране. Через Новосильцева он добился императорского указа о том, чтобы торги шли под контролем обер-прокурора, что прекращало злоупотребления. Но ухудшало отношения с митрополитом Амвросием и другими членами Синода, что начало беспокоить императора Александра I. «Яковлев не совсем хорош…», — говорил он князю Голицыну, «Духовенство совершенно им недовольно; жалобы на него непрестанные, и мне кажется, что он неспособен быть на месте синодального обер-прокурора». Яковлев, чувствуя непрочность своего положения, просил об увольнении от занимаемой должности.
«Спорщик уволен», — с удовлетворением отметил Евгений (Болховитинов), будущий митрополит, выражая настрой присутствующих. Митрополит Московский Филарет (Дроздов), обвинявший обер-прокурора во «властолюбии, упрямстве и дерзости». Тем не менее Яковлеву удалось подорвать доверие к митрополиту Амвросию (Подобедову) и синодальным иерархам. Подобедова вызвали к монарху, где он получил «соразмерное поступкам его поучение».
В дальнейшем возобладала линия Яковлева, который чётко обозначил: церковная реформа, начатая Петром I, ещё не доведена до конца, и справедливости и законности в Синоде пока мало. Перед государством открывалось два варианта: вводить в синодальное присутствие мирян, как заведено было Петром I, либо усиливать институт обер-прокуратуры. Был осуществлен второй вариант, и в XIX веке, начиная с Александра Голицына, обер-прокуроры стали реальными хозяевами в Синоде.

## Семья и последние годы
Незадолго до смерти, 26 января 1825 года, женился на Олимпиаде Максимовне (урожд. Зотовой; 13.06.1775—18.10.1865), дочери обер-офицера, которая ранее на протяжении многих лет была одной из его многочисленных любовниц. Венчались они в Петербурге в Исаакиевском соборе, поручителем по жениху был граф М. А. Милорадович, а по невесте — князь А. Н. Голицын. Для признания своего сына от Олимпиады Максимовны законнорождённым, Яковлев после венчания направил прошение на имя императора Александра Павловича, который постановил признать совершеннолетнего сына Алексея Александровича Яковлева (1795–1868) законным сыном Александра Алексеевича. В результате этого акта Алексей наследовал родовые владения после смерти отца.
Кроме того, имел детей от иностранной дворянки Ксении NN, которые носили фамилию Захарьины:
- Натальи Александровна (1817—1852),  замужем за своим кузеном Герценым.
- Пётр Александрович (19.08.1819[3]—1909),  фотограф и

художник
- Анна Александровна (замужем за П. И. Орловым)
- Павел Александрович (26.06.1821[4]— ?), врач.
- Екатерина Александровна, замужем за профессором А. И. Селиным.

Скончался 13 (25) ноября 1825 года. Похоронен на Тихвинском кладбище Александро-Невской лавры; Олимпиада Максимовна была позднее похоронена рядом с ним.

## Мемуары
В 1915 году были изданы Записки А. А. Яковлева бывшего в 1803 году обер-прокурором Св. Синода. — М., 1915. — 55 с..

## Герцен о А.А. Яковлеве
У моего отца был еще брат, старший обоих, с которым он и Сенатор находились в открытом разрыве; несмотря на это, они именьем управляли вместе, то есть разоряли его сообща. Беспорядок тройного управления при ссоре был вопиющ. Два брата делали все наперекор старшему, он — им. Старосты и крестьяне теряли голову (…)
Он был человек даровитый от природы, но всю жизнь делал нелепости, доходившие часто до преступлений. Он начал свою службу с Измайловского полка, состоял при Потёмкине чем-то вроде адъютанта, потом служил при какой-то  дипломатической миссии и, возвратившись в Петербург, был сделан обер-прокурором в Синоде. Ни дипломатический круг общения, ни монашеский, не могли укротить необузданный характер его. За ссоры с архиереями он был отставлен (…) уехал в свое тамбовское именье; там мужики чуть не убили его за волокитство и свирепости; он был обязан своему кучеру и лошадям спасением жизни.

После этого он поселился в Москве. Покинутый всеми родными и всеми посторонними, он жил один-одинехонек в своем большом доме на Тверском бульваре, притеснял свою дворню и разорял мужиков. (…) Братья и сестры его боялись и не имели с ним никаких сношений, наши люди обходили его дом, чтоб не встретиться с ним, и бледнели при его виде; женщины страшились его наглых преследований, дворовые служили молебны, чтоб не достаться ему.— А.И. Герцен. Было и думы. Часть первая. Детская и университет (1812–1834)
Герцен также описывает попытку примирения А. А. Яковлева с двумя младшими братьями, включая его отца: 

(…) Тихо и важно подвигался «братец», Сенатор и мой отец пошли ему навстречу. Он нёс с собою, как носят на свадьбах и похоронах, обеими руками перед грудью — образ и протяжным голосом, несколько в нос, обратился к братьям с следующими словами:
— Этим образом благословил меня пред своей кончиной наш родитель, поручая мне и покойному брату Петру печься об вас и быть вашим отцом в замену его... если б покойный родитель наш знал ваше поведение против старшего брата...
-— Ну, mon cher frere (мой дорогой брат),— заметил мой отец своим бесстрастным голосом, — хорошо и вы исполнили последнюю волю родителя. Лучше было бы забыть эти тяжелые напоминовения для вас, да и для нас.

— Как? что? — закричал набожный братец.— Вы меня за этим звали... — и так бросил образ, что серебряная риза его задребезжала. Тут и Сенатор закричал голосом еще страшнейшим. Я опрометью бросился на верхний этаж.— А.И. Герцен. Было и думы. Часть первая. Детская и университет (1812–1834)

## Некоторые награды
- орден Св. Владимира 3-й ст. (14.07.1796)